# Drukgradiëntkracht
De drukgradiëntkracht of gradiëntkracht is de kracht verantwoordelijk voor de versnelling van deeltjes lucht of water van een hogedrukgebied naar een lagedrukgebied in de atmosfeer of zee, waardoor wind of stroming ontstaat. De kracht werkt in tegengestelde richting van de drukgradiënt tussen hogedruk- en lagedrukgebieden en zorgt ervoor dat deze kleiner wordt en het verschil in lucht- of waterdruk minder.

## Eendimensionale benadering
In één dimensie kan de drukgradiëntkracht aanschouwelijk gemaakt worden als de kracht op een "pakket" lucht met doorsnede {\displaystyle A} tussen twee isobaren met een drukverschil {\displaystyle \Delta p} en onderlinge afstand {\displaystyle \Delta y}. Als de massa van het "pakket" {\displaystyle m} is en de dichtheid {\displaystyle \rho }, is
{\displaystyle \rho A\Delta y=m},
zodat
{\displaystyle F_{\text{grad}}=-A\Delta p=-{\frac {m}{\rho }}{\frac {\Delta p}{\Delta y}}}
In de limiet wordt dat:
{\displaystyle F_{\text{grad}}=-{\frac {m}{\rho }}{\frac {\mathrm {d} p}{\mathrm {d} y}}}

## Driedimensionaal
In het algemeen zal de luchtdruk {\displaystyle p} variëren in drie dimensies en heeft de drukgradiëntkracht drie componenten:
{\displaystyle {\vec {F}}_{\text{grad}}=-{\frac {m}{\rho }}\nabla p=-{\frac {m}{\rho }}\left({\frac {\partial p}{\partial x}},{\frac {\partial p}{\partial y}},{\frac {\partial z}{\partial x}}\right)}
In de meteorologie worden bij de analyse van luchtbewegingen de horizontale en de verticale component apart beschouwd. Met de verticale richting langs de z-as, is:
{\displaystyle {\vec {F}}_{\text{grad,hor}}=-{\frac {m}{\rho }}\left({\frac {\partial p}{\partial x}}{\vec {e}}_{x}+{\frac {\partial p}{\partial y}}{\vec {e}}_{y}\right)}
en
{\displaystyle {\vec {F}}_{\text{grad,vert}}=-{\frac {m}{\rho }}{\frac {\partial p}{\partial z}}{\vec {e}}_{z}},
waarin {\displaystyle {\vec {e}}_{x},{\vec {e}}_{y},{\vec {e}}_{z}} de eenheidsvectoren in de verschillende richtingen zijn.

## Invloed van de drukgradiëntkracht op wind
In de meteorologie wordt de drukgradiënt op kaarten door middel van isobaren aangegeven. De drukgradiënt in het horizontale {\displaystyle (x,y)}-vlak staat overal loodrecht op de isobaren. Hoe groter het drukverschil over een bepaalde afstand, des te groter de drukgradiëntkracht en des te sterker de wind.
Als de drukgradiëntkracht de enige kracht zou zijn die op luchtdeeltjes werkte, zou het verschil tussen hoge- en lagedrukgebieden uiteindelijk verdwijnen. Andere krachten op horizontaal bewegende luchtdeeltjes zijn bijvoorbeeld de oppervlaktewrijving, de corioliskracht, en een centrifugaalkracht als gevolg van de rotatie van de Aarde. Bij grootschalige stroming in de hogere delen van de atmosfeer zijn de drukgradiëntkracht en de corioliskracht meestal ongeveer in evenwicht zodat de resulterende windrichting parallel aan de isobaren is. In het laagste deel van de atmosfeer wordt de wrijving een belangrijke factor waardoor de resulterende windrichting diagonaal op de isobaren is (in de richting van het lagedrukgebied).
In het bijzondere geval dat er geen andere noemenswaardige krachten op luchtdeeltjes werken staat de windrichting loodrecht op de isobaren. De hierdoor ontstane winden worden eulerwinden genoemd en komen vooral op de evenaar (waar de corioliskracht nul is) voor.